# Même si
Même si est une pièce de théâtre de Christine Angot créée en 1996.

## Mises en scène
- 1996 : mise en scène de Denis Lanoy, Théâtre au Présent, Chai du Terral, Saint-Jean-de-Védas.
- 1998-1999 : mise en scène de Martial Rauch, lecture : Karen Stoeffler/Amélie Iahns, musique originale et régie : Yannick Chapuis ;  INSA (patio de la Rotonde des Humanités), Lyon, Collectif des Esprits Solubles[2].

## Édition
- Christine Angot, L'Usage de la vie incluant Corps plongés dans un liquide, Même si et Nouvelle vague, Fayard, 1998.